# Nicola Acunzo
Nicola Acunzo (Varese, 28 luglio 1976) è un attore e politico italiano.

## Biografia
Nato a Varese da padre napoletano e da madre cosentina, si trasferisce con la famiglia all'età di 6 anni a Battipaglia (in provincia di Salerno), dove inizia giovanissimo la carriera teatrale. Negli anni degli studi, si trasferisce a Roma dove si divide tra teatro e cinema: sul palcoscenico lavora nelle commedie di Vincenzo Salemme, ma è stato anche tra gli attori in di testi di Plauto, Miller, Feydeau e varie tragedie affiancando interpreti come Renato De Carmine, Nando Gazzolo, Glauco Mauri e altri. Nella sua carriera cinematografica ha invece un ruolo fondamentale Mario Monicelli, che lo dirige ne Le rose del deserto, film dove verrà notato da Michele Placido che lo vorrà nelle sue ultime due pellicole, Il grande sogno e Vallanzasca - Gli angeli del male, definendolo "il nuovo caratterista del cinema italiano d'autore".
Dal 1997 al 2002 è consigliere comunale di Battipaglia con una lista civica di centrodestra.
Nel marzo 2018 viene eletto nella XVIII legislatura nelle file del Movimento 5 Stelle. Nel marzo 2020,entra in conflitto con i vertici del Movimento che impongono di versare le restituzioni su un diverso conto corrente bancario che da pubblico diventa privato (inizialmente intestato a Protezione civile e/o Bilancio dello Stato). Dopo un lungo periodo di incompatibilita' viene espulso dal movimento con tale motivazione ufficiale. In diverse interviste spiegherà la vera versione dei fatti. 
Il 15 gennaio 2021 aderisce alla componente del Misto Centro Democratico-Italiani in Europa, che successivamente cambia denominazione in Centro Democratico. Successivamente entra a far parte del Consiglio Nazionale del partito.
L’11 maggio 2022 lascia il partito di Bruno Tabacci e aderisce a Forza Italia.

## Filmografia
- Concorso di colpa, regia di Claudio Fragasso (2005)
- Il ritorno del Monnezza, regia di Carlo Vanzina (2005)
- Baciami piccina, regia di Roberto Cimpanelli (2006)
- Le rose del deserto, regia di Mario Monicelli (2006)
- Nemici per la pelle, regia di Rossella Drudi (2006)
- Manuale d'amore 2 - Capitoli successivi, regia di Giovanni Veronesi (2007)
- Il grande sogno, regia di Michele Placido (2009)
- Sleepless, regia di Maddalena De Panfiliis (2009)
- Vallanzasca - Gli angeli del male, regia di Michele Placido (2010)
- Posti in piedi in paradiso, regia di Carlo Verdone (2012)
- ...E fuori nevica!, regia di Vincenzo Salemme (2014)
- Il professor Cenerentolo, regia di Leonardo Pieraccioni (2015)
- I due papi (The Two Popes), regia di Fernando Meirelles (2019)
- Non è Natale senza panettone, film TV - regia di Marco Limberti (2019)
- Burraco fatale, regia di Giuliana Gamba (2020)
- Il commissario Ricciardi, regia di Alessandro D'Alatri - serie TV (2021-in produzione)